# Banque du Caire
Banque du Caire (BdC) oder Bank of Cairo (arabisch بنك القاهرة, DMG Bank al-Qāhira) ist eine Universalbank in Kairo in ägyptischem Staatsbesitz mit Niederlassungen auch im Ausland: Abu Dhabi, Dubai, Schardscha und Ra’s al-Chaima (Vereinigte Arabische Emirate), Manama (Bahrain), sowie Büros in Kiew (Ukraine) und Harare (Simbabwe). Verbindungen bestehen auch nach Saudi-Arabien und Uganda.

## Beschreibung
Die Bank ist in zahlreichen Branchen als Investor tätig; sie besitzt beispielsweise 20 Prozent an Air Cairo und 21,8 Prozent an der United Bank of Egypt. In Uganda hält die Bank 44,4 Prozent an der Cairo International Bank.
Auf Grund gesetzlicher Bestimmungen in Ägypten, welche die Anzahl der Beteiligungen von Banken reglementiert (Gesetz 159/1981), hat sich die Bank bis 2011 von vielen Beteiligungen getrennt. 2006 gab sie beispielsweise ihren etwa 80 Prozent großen Anteil an Suez Steel auf. Beteiligungen an anderen Firmen wurden insbesondere 2009 an die Misr Investment Company und Egypt-Abu Dhabi Real Estate Investment abgegeben.
Die Bank gilt – bezogen auf die Kundenanzahl (1,9 Millionen) und ihr Engagement in zahlreichen Branchen – als drittgrößte Bank Ägyptens.